# Passage de l'Asile
Le passage de l'Asile est une voie du 11e arrondissement de Paris, en France.

## Situation et accès
Le passage de l'Asile est situé dans le 11e arrondissement de Paris. Il débute au 2 bis, passage du Chemin-Vert et se termine au 51, rue Popincourt.

## Origine du nom
Elle doit son nom en souvenir d'un des premiers asiles pour les pauvres que créa la ville de Paris, et qu'on appelait « asile Popincourt ».

## Historique
Le passage est créé en 1834.